# Gerd Million
Gerd Million (Rehfeld, 7 de julho de 1935 - 1 de janeiro de 2010) foi um repórter esportivo e comentarista de futebol alemão.